# بليك كراوتش
وليام بليك كراوتش (بالإنجليزية: William Blake Crouch؛ مواليد 15 أكتوبر 1978) هو مؤلف أمريكي معروف بكتب مثل المادة المظلمة والتكرار وترقية وثلاثيته وايوارد باينز، والتي تم تحويلها إلى مسلسل تلفزيوني في عام 2015. تم تحويل المادة المظلمة إلى مسلسل تلفزيوني في عام 2024.

## وصلات خارجية
- بليك كراوتش على موقع IMDb (الإنجليزية)
- بليك كراوتش على موقع ميوزك برينز (الإنجليزية)
- بليك كراوتش على موقع قاعدة بيانات الفيلم (الإنجليزية)